# Leuctra khroumiriensis
Leuctra khroumiriensis är en bäcksländeart som beskrevs av Vinçon och Isabel Pardo 1998. Leuctra khroumiriensis ingår i släktet Leuctra och familjen smalbäcksländor. Inga underarter finns listade i Catalogue of Life.